# Moskovskîi Bobrîk, Lebedîn
Moskovskîi Bobrîk (în ucraineană Московський Бобрик) este localitatea de reședință a comunei Moskovskîi Bobrîk din raionul Lebedîn, regiunea Sumî, Ucraina.

## Demografie
Componența lingvistică a localității Moskovskîi Bobrîk
     Ucraineană (97,58%)
     Rusă (1,98%)
     Alte limbi (0,33%)
Conform recensământului din 2001, majoritatea populației localității Moskovskîi Bobrîk era vorbitoare de ucraineană (97,58%), existând în minoritate și vorbitori de rusă (1,98%).